# Loumana (département)
Loumana est un département et une commune rurale du Burkina Faso, situé dans la province de la Léraba et la région des Cascades. 
- En 2012, le département comptait 24 454 habitants[1].
- En 2019, le département comptait 33 787 habitants[2].

## Villages
Le département comprend un village chef-lieu (population actualisée en 2006 lors du dernier recensement) :
- Loumana (3 594 habitants)

et 18 autres villages :
- Baguèra (3 425 habitants)
- Blédougou (564 habitants)
- Cisségué (723 habitants)
- Faon (1 856 habitants)
- Farniagara (241 habitants)
- Kafina (nouveau village ajouté en 2012)
- Kangoura (3 661 habitants)
- Kinkinka (561 habitants)
- Koko (403 habitants)
- Lèra (769 habitants)
- Loukouara (225 habitants)
- Néguéni (1 160 habitants)
- Niansogoni (1 196 habitants)
- Noussoun (793 habitants)
- Ouahirmabougou (3 149 habitants)
- Outourou (753 habitants)
- Sourani (235 habitants)
- Tamassari (1 146 habitants)